# Hershey Wildcats
El Hershey Wildcats fue un equipo de fútbol de los Estados Unidos que jugó en la A-League, la desaparecida segunda división de fútbol del país.

## Historia
Fue fundado en el año 1997 en la ciudad de hershey, Pensilvania y era propiedad de la compañía hotelera Hershey Entertainment and Resorts Company como uno de los equipos de expansión de la liga en ese año.
En su primera temporada el club fue campeón divisional y fue eliminado en la semifinal de división, además de alcanzar los octavos de final de la US Open Cup. El club fue constante en la liga alcanzando los playoffs en cada una de sus temporadas, incluso llegaron a la final de la liga en 2001 que perdieron ante el Rochester Rhinos 0-2.
En octubre de 2001 se rumoraba que el club sería vendido luego de que recibiera poco apoyo en la última temporada, donde en la semifinal de conferencia solo llegaron 750 aficionados, lo que detonó la venta del club al final del mes, por lo que sus jugadores se convirtieron en agentes libres.

## Palmarés
- A-League Atlántico: 2

1997, 1999
- A-League Norte: 1

2001

## Temporadas
| Año  | División | Liga           | Temporada Regular | Playoffs                 | US Open Cup      | Asistencia Promedio |
| ---- | -------- | -------------- | ----------------- | ------------------------ | ---------------- | ------------------- |
| 1997 | 2        | USISL A-League | 1º, Atlantic      | Semifinal de División    | Octavos de final | 3,138               |
| 1998 | 2        | USISL A-League | 2º, Atlantic      | Semifinal de Conferencia | 2ª Ronda         | 3,794               |
| 1999 | 2        | USL A-League   | 1º, Atlantic      | Semifinal de Conferencia | No clasificó     | 3,978               |
| 2000 | 2        | USL A-League   | 3º, Atlantic      | Cuartos de final         | No clasificó     | 2,214               |
| 2001 | 2        | USL A-League   | 1º, Northern      | Final                    | 3ª Ronda         | 2,911               |

## Jugadores

### Jugadores destacados
- Jon Busch
- Christof Lindenmayer